# Mandaryna
Marta Wiśniewska (født 12. marts 1978) er en polsk sanger og danser, der optræder under kunstnernavnet Mandaryna.

## Diskografi

### Albums
- Mandaryna.com (August 2004)
- Mandarynkowy sen (August 2005)
- AOK (August 2009)

### Singler
- Here I Go Again
- L'ete Indien
- Ev'ry Night
- You Give Love A Bad Name
- A Spaceman Came Travelling
- Possession
- Stay Together
- Heaven
- Bad Dog, Good Dog

## Danseshow
Mandaryna havde sit eget danseshow kaldet "Let's Dance – Zrobię dla was wszystko" på polsk tv, i hvilket hun underviste både kendte og almindelige mennesker i dans. Efter kort tid blev programmet stoppet.